# Даніїлс Бобровс
Даніїлс Бобровс (8 жовтня 1997) — латвійський плавець. Учасник Чемпіонату світу з водних видів спорту 2017 на дистанції 100 метрів брасом. Учасник Чемпіонату світу з водних видів спорту 2019.